# Albert Gladstone
Sir Albert Charles Gladstone, 5è Baronet MBE (Castell de Hawarden, Flintshire, 28 d'octubre de 1886 – Fordingbridge, Hampshire, 2 de març de 1967) va ser un home de negocis i remer gal·lès que va competir a començaments del segle xx.
Gladstone nasqué al castell de Hawarden, Gal·les. Era el fill gran del reverend Stephen Edward Gladstone i Annie Crosthwaite Wilson i el net de l'ex Primer Ministre, William Ewart Gladstone. Gladstone estudià a l'Eton College i es graduà al Christ Church College de la Universitat d'Oxford el 1909 en BA.
Durant la seva estada a Oxford fou membre de l'equip de rem d'Oxford que va prendre part en quatre edicions de la regata Oxford-Cambridge entre 1906 i 1909. Fou membre de l'equip de vuit amb timoner de Christ Church que guanyà la Grand Challenge Cup de la Henley Royal Regatta el 1908. Quatre setmanes més tard disputà els Jocs Olímpics de Londres, on guanyà la medalla d'or en la prova del vuit amb timoner del programa de rem.
Durant la Primera Guerra Mundial va servir a Mesopotàmia i Gal·lípoli i fou reconegut amb la Menció als Despatxos. Fou ascendit a capità de la 2a i 5a Companyia de Gurkha Rifles, de l'Indian Army Reserve, i reconegut amb l'Orde de l'Imperi Britànic el 1919.
Un cop finalitzada la guerra fou un important home de negocis, amb nombrosos i important càrrecs, com el de director del Banc d'Anglaterra entre 1924 i 1947 i a les empreses Ogilvy, Gillanders & Company i East India. Fou anomenat tinent de la City de Londres i High Sheriff del comtat de Londres el 1929. El 1935 fou anomenat Condestable del Castell de Flint, càrrec que ocupà fins a la seva mort. Va succeir al seu cosí Sir John Gladstone, 4t Baronet com a baronet, a la mort d'aquest, el 12 de febrer de 1945.
Gladstone morí a Fordingbridge, Hampshire als 80 anys. En no estar casat i no tenir descendència el títol passà al seu germà petit, Sir Charles Gladstone, 6è Baronet.